# امبر ون در هایجده
امبر ون در هایجده (انگلیسی: Amber van der Heijde؛ زادهٔ ۱۷ اوت ۱۹۸۸) بازیکن فوتبال اهل پادشاهی هلند است.

وی همچنین در تیم ملی فوتبال زنان هلند بازی کرده‌است.